# Ogenyi Onazi
Ogenyi Eddy Onazi est un footballeur international nigérian né le 25 décembre 1992 à Makurdi. Il évolue au poste de milieu de terrain au club de Kitchee SC en Chine.

## Biographie

### Les débuts au Nigéria
Onazi commence à jouer au football dans les rues de Jos à la fin des années 1990. Ses qualités techniques attire l'attention sur lui et lui permette de rejoindre les académies de football de la ville.
Par la suite, il rejoindra Lagos afin de jouer pour l'équipe My People FC.

### Carrière en club

#### SS Lazio
Ogenyi Onazi rejoint l'Italie et la Lazio en 2011.
Onazi rejoint l'équipe A de la Lazio pendant la saison 2011-2012 après avoir évolué avec l'équipe jeune. Il fait ses débuts en Série A en remplaçant Senad Lulić à la 90e minute du dernier match de la saison. Ce jour-là, la Lazio l'emporte 2 à 0 face à Atalanta.
Lors de la saison 2012-2013, l'entraîneur Vladimir Petković accorde plus de temps de jeu à Onazi dans un poste de milieu défensif. Il est notamment titulaire lors du match d'Ligue Europa contre Tottenham, le match se termine sur un score de 0 à 0. Le 7 mars 2013, il inscrit son premier but avec la Lazio face à Stuttgart en Ligue Europa. Il marque son premier but en Série A lors de la victoire 3 à 1 face à l'Inter Milan le 8 mai 2013.
Le 13 avril 2014, il inscrit son second but en série A lors de la victoire 4 à 2 face à Naples.
Le 22 septembre 2014, Onazi prolonge son contrat avec la Lazio de deux ans (jusqu'en 2018). La Lazio recevra des offres de transferts pour Onazi de la part d'Everton, Southampton et de Sunderland. Des clubs allemands, français, espagnols et russes étaient également intéressés. Le 31 mai 2015, il marque un but à la 88e minute et permet à la Lazio de battre Naples sur le score de 3 à 2. Ce but permet au club d'assurer un peu plus une place de barragiste pour la Ligue des Champions.

#### Trabzonspor
Le 2 août 2016, Onazi s'engage pour cinq années à Trabzonspor, le montant du transfert est d'environ 6 millions d'euros.

#### Denizlispor
Le 15 janvier 2020, libre de tout contrat, Onazi signe au Denizlispor pour un an et demi.

### Carrière internationale
En 2009, à 16 ans, Onazi représente le Nigeria à la coupe du monde U17.
Il fait ses débuts avec l'équipe A du Nigeria lors d'un match de qualification à la coupe d'Afrique des nations contre le Libéria. Il marque son premier but avec le Nigéria en match amical face au Venezuela lors de son deuxième match international. Ce-jour là, le Nigeria l'emporte 3 à 1.
Onazi participe à la CAN 2013 en Afrique du Sud. Il démarre remplaçant lors du premier match du tournoi face au Burkina Faso mais ne manquera aucune minute de jeu lors des matchs à élimination directe (finale incluse). Cette année-là, le Nigeria remporte la CAN face au même Burkina Faso sur le score de 1 à 0.
Il est sélectionné pour la coupe des confédérations 2013 au Brésil mais il manque la compétition à cause d'une blessure au genoux.
Il participe à la coupe du monde 2014 au Brésil. Le Nigeria atteindra les huitièmes de finale mais sera éliminé par la France sur le score de 2 à 0. Onazi a été titulaire lors des quatre matchs de son équipe mais est sorti sur blessure lors du match face à la France à la suite d'un tacle de Blaise Matuidi.

## Palmarès
- Vainqueur de la CAN 2013
- Vainqueur de la Coupe d'Italie 2013